# 출발대 (경마)

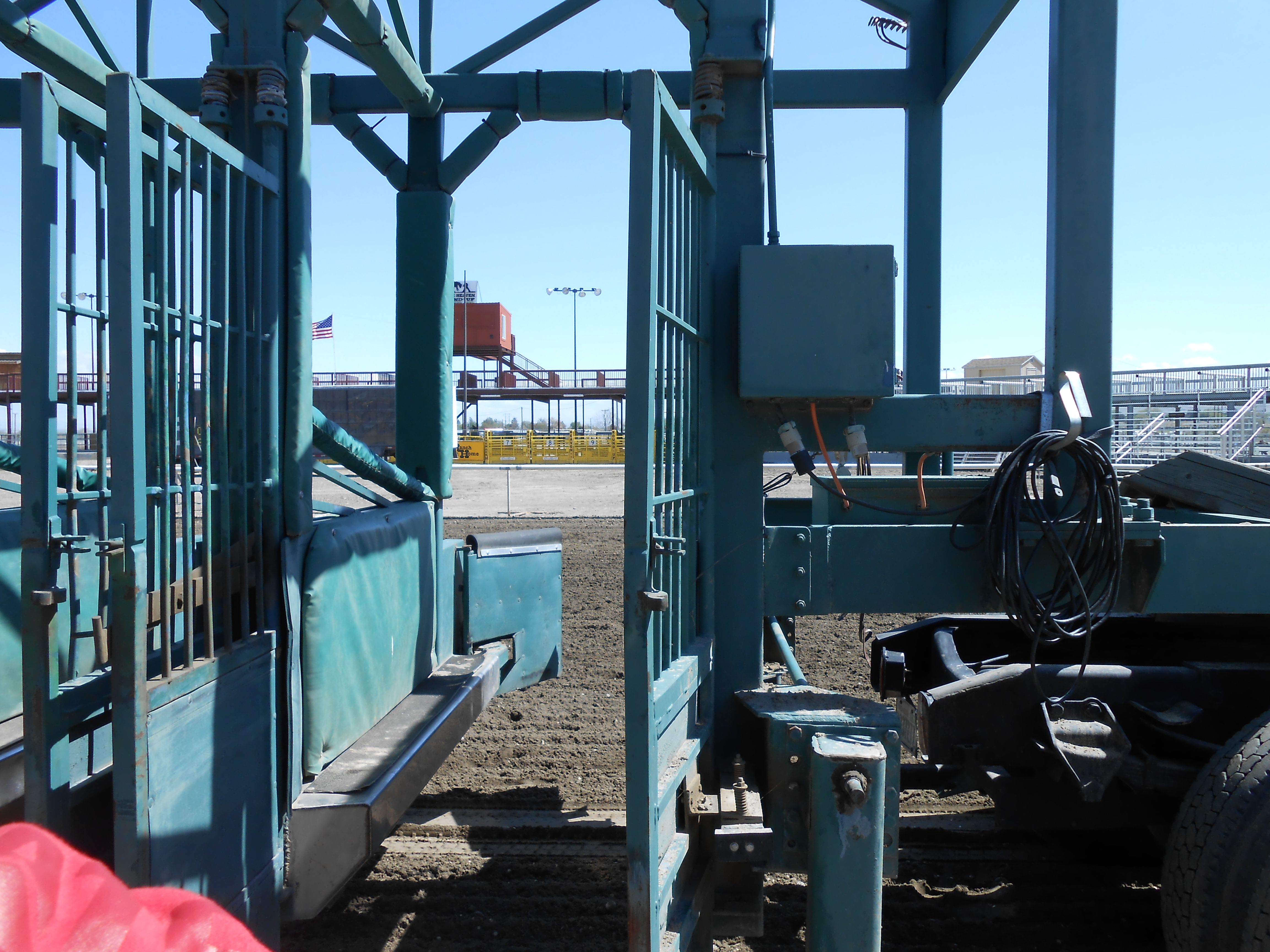
경마의 출발대

경마에서 출발대(出發臺) 또는 발주기(發走機), 발마기(發馬機), 스타팅 게이트(영어: starting gate)는 여러 말들을 일렬로 정렬시킨 후 동시에 출발시키기 위해 사용되는 장치다. 말들을 일렬로 정렬시켜야 하기 때문에, 육상 경기나 수영 등의 출발대와는 다른 형태로 만들어진다.
전기에 의해 발생하는 자력을 이용하여 작동되며, 말 한 마리가 들어가는 발주기 공간은 좌우 폭 1m, 앞뒤 길이 2.7m, 높이 3m다. 말들에게 앞문을 동시에 열어주어야 하기 때문에 앞문의 동시 개방은 경마용 출발대의 제작에서 가장 중요한 요인이 되며, 이에 따라 경마용 출발대의 제작 과정은 앞문의 정밀 작동에 초점이 맞춰져 있다.

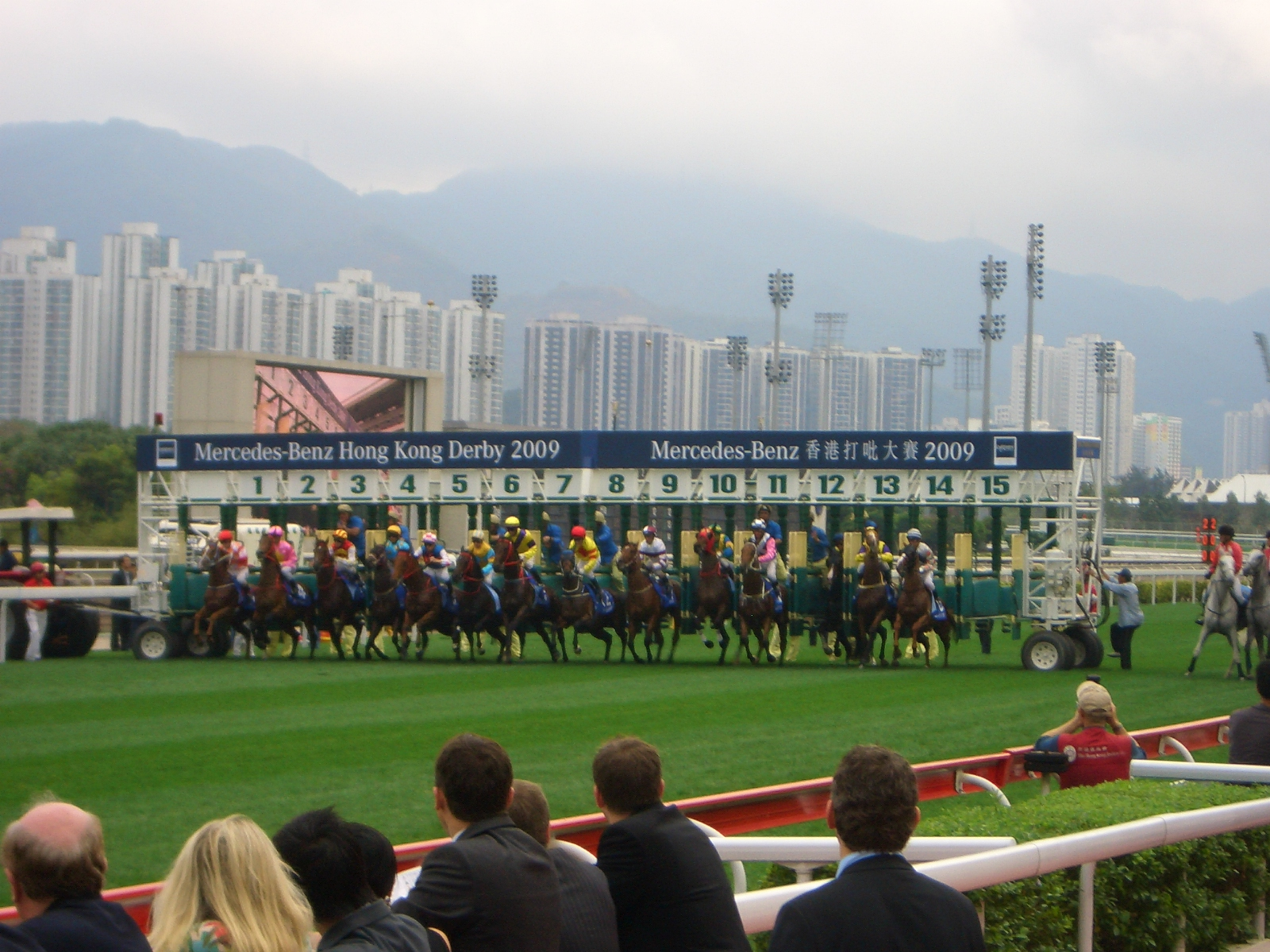
출발대에서 출발하는 경주마들